# Philipp Malicsek
Philipp Malicsek (Vienna, 3 giugno 1997) è un calciatore austriaco, centrocampista dell'Admira Wacker M. II.

## Caratteristiche tecniche
È un centrocampista centrale.

## Carriera
Cresciuto nelle giovanili dell'Admira Wacker M., ha esordito in prima squadra il 1º novembre 2014 in occasione del match perso 2-0 contro il Salisburgo.